# Boni (Burkina Faso)
Boni ist sowohl eine Gemeinde (französisch commune rurale) als auch ein dasselbe Gebiet umfassendes Departement im westafrikanischen Staat Burkina Faso, in der Region Hauts-Bassins und der Provinz Tuy. Die Gemeinde hat 16.377 Einwohner.